# Product (album de Sophie)
Albums de Sophie
Oil of Every Pearl's Un-Insides
(2018)
Product est une compilation des premiers titres de la musicienne britannique Sophie, sorti le 27 novembre 2015.
Pour le dixième anniversaire de l'album, Product a été mis en ligne sur les plateformes de streaming le 18 juin 2025 avec la chanson inédite "Ooh", ainsi que "Get Higher", auparavant disponible uniquement en tant que piste bonus sur la version japonaise du CD de l'album, et "Unisil", précédemment sorti en version numérique et à l’origine une piste bonus du CD accompagnant le "silicon product".

## Pistes
Liste des pistes de Product
| 1.                   | Bipp                            | 3:00 |
| 2.                   | Elle                            | 3:44 |
| 3.                   | Lemonade                        | 1:58 |
| 4.                   | Hard                            | 2:54 |
| 5.                   | Msmsmsm                         | 3:35 |
| 6.                   | Vyzee                           | 3:22 |
| 7.                   | L.O.V.E                         | 3:38 |
| 8.                   | Just Like We Never Said Goodbye | 3:08 |
| Durée totale : 25:26 |                                 |      |

Réédition pour le 10e anniversaire
| 1.                   | Bipp                            | 3:00 |
| 2.                   | Elle                            | 3:44 |
| 3.                   | Lemonade                        | 1:58 |
| 4.                   | Hard                            | 2:54 |
| 5.                   | Msmsmsm                         | 3:35 |
| 6.                   | Vyzee                           | 3:22 |
| 7.                   | L.O.V.E                         | 3:38 |
| 8.                   | Unisil                          | 2:06 |
| 9.                   | Get Higher                      | 3:00 |
| 10.                  | Ooh                             | 2:31 |
| 11.                  | Just Like We Never Said Goodbye | 3:08 |
| Durée totale : 33:05 |                                 |      |